# The Rose of May
The Rose of May è un cortometraggio muto del 1913 diretto da Hardee Kirkland. Prodotto dalla Selig Polyscope Company e sceneggiato da Eleanor Talbot Kinkead, il film aveva come interpreti Jack Nelson, Edna Bunyea, Harry Lonsdale, Walter Roberts.

## Produzione
Il film fu prodotto dalla Selig Polyscope Company.

## Distribuzione
Distribuito dalla General Film Company, il film - un cortometraggio in una bobina - uscì nelle sale cinematografiche statunitensi l'11 giugno 1913.